# Poradów (województwo małopolskie)
Poradów – wieś w Polsce, położona w województwie małopolskim, w powiecie miechowskim, w gminie Miechów.
| SIMC    | Nazwa      | Rodzaj    |
| ------- | ---------- | --------- |
| 0251660 | Góry       | część wsi |
| 0251676 | Koło Szosy | część wsi |

Wieś otacza dawną posiadłość dworską. Dwór zbudowany na przełomie XIX i XX wieku  przez Saskich. Z rodziną Saskich spokrewniony był Stefan Żeromski, autor Popiołów, Wiernej rzeki i Przedwiośnia. Po 1945 roku posiadłość została podzielona, a dwór, trafiwszy w ręce spadkobierców, przez lata popadał w ruinę. Obiekt rozebrali w 1994 nowi właściciele ze względu na katastrofalny stan. Z posiadłości pozostał jedynie starodrzew z licznymi pomnikami przyrody.
Historia Poradowa sięga czasów zaboru rosyjskiego. Zachowało się kilka budowli z tego okresu. Jedną z unikatowych jest stary dom pochodzący z 1838 roku, długowieczność zawdzięczający solidnemu wykonaniu, przede wszystkim z ręcznie urabianego kamienia wapiennego.
W latach 1975–1998 miejscowość leżała w województwie kieleckim.

## Osoby związane z miejscowością
- Kazimierz Wójcik